# Nelly Weissel
Nelly Weissel (26 tháng 6 năm 1920 – 13 tháng 8 năm 2010) là một nữ diễn viên và đạo diễn người Uruguay. Cô là một thành viên của Comedia Nacional 

## Tuổi thơ
Nelly Weissel sinh ra tại Montevideo với cha là Leopoldo Weissel Hefele (kỹ sư) và mẹ là Luisa Urbin, gốc tích Áo, Tây Ban Nha và Ý. Nelly học xong chương trình tiểu học tại Deutsche Schule ở Montevideo, tại đó cô không học tiếng Đức. Cô cũng đã viết một cột hàng tuần cho La Mañana. Weissel cũng kết hôn với nghệ sĩ nổi tiếng người Uruguay, Juan Fernando Vieytes Pérez.

## Nghề nghiệp
Lần ra mắt của Nelly trong thế giới sân khấu là với việc giành giải thưởng của Gabriel Gabriela, do nhóm kịch nổi tiếng 'El Tinglado', được thúc đẩy bởi thành công này, Weissel tiếp tục tạo ra công ty nhà hát của mình, sau này được đánh giá cao La Escena xông (sau đổi tên thành La Máscara)  với vở kịch lớn đầu tiên là They Came to a City của Priestley. Trong giai đoạn này, Weissel đã đóng những vai được hoan nghênh trong các vở kịch bao gồm Không lối thoát (Huit Clos) của Satre, Tea and Sympathy của Robert Anderson và Corona de Sombras của Rodolfo Usigli.
Năm 1961, Weissel tham gia nhà hát uy tín nhất ở Uruguay, Comedia Nacional (Nhà hát Quốc gia của Uruguay), nơi cô đóng vai trò không thể nào quên trong Hành trình dài vào đêm của Eugene O'Neill. Cô đóng vai trò của mình cùng với nam diễn viên nổi tiếng người Uruguay, Alberto Candeau, Sau đó, cô đã giành được giải thưởng năm 1961 cho 'Nữ diễn viên xuất sắc nhất' . Sau đó, Nelly đã tạm nghỉ sau một tập phim về cuộc sống cá nhân của cô buộc cô phải nghỉ một thời gian , nhưng cô lại gia nhập đoàn làm phim của Comedia Nacional vào năm 1972, và duy trì cho đến năm 1990.